# Mercedes-Benz 300
Mercedes-Benz Type 300 (шасси номер W186, W188 и W189) — флагманский автомобиль 1950-х годов компании Mercedes-Benz. Аналогично современному S-классу трёхсотая модель была элегантной и дорогой.
Впервые Mercedes-Benz 300 представили в 1951 году на автосалоне во Франкфурте. Автомобиль был более 5 метров в длину с хромированными бамперами и радиаторной решёткой, а также со знаменитой и известной звездой на капоте. Type 300 назвали в честь канцлера Германии Конрада Аденауэра (Adenauer).
Даже в середине 20 века Mercedes-Benz Adenauer стоил очень больших денег. Цены на государственные лимузины оставались в тайне, но когда автомобиль стал доступен обычным гражданам, он стоил 20 000 немецких марок. Для сравнения Volkswagen 1200 Export стоил 5400, Opel Kapitän — 9600, средний заработок в Западной Германии тогда составлял около 350 немецких марок.
В период с 1951 по 1958 год выпустили всего 760 экземпляров Type 300. Их использовали в основном государственные службы Германии, а также послы. На данный момент в России сохранилось только две модели Mercedes-Benz Adenauer, одна из которых находится в Санкт-Петербурге.
Под именем «300» выпускалось 3 разных автомобиля: W186 (1951—1957), W188 (1951—1958) и W189 (1957—1962).
Выпущено:
- W186 Saloon: 7646
- W186 Cabr.D: 642
- W189 Saloon: 3077
- W189 Cabr.D: 65
- W188 Coupé: 314
- W188 Cabr./Rdstr.: 446

## Сегодня
В 2006 году российская ювелирная компания Gem Tech реализовала проект по созданию копии 
автомобиля модели Mercedes-Benz Type 300 в масштабе 1:18 из драгоценных металлов и камней для коллекционеров и ценителей этого автомобиля. Масштабная 3D модель создавалась по чертежам и материалам из фотоархивов, предоставленных компанией «Мерседес Бенц Классик Центр». Миниатюрный Mercedes-Benz 500K повторяет оригинальную модель в мельчайших деталях, имеет подвижное шасси и руль. Интересно, что для того, чтобы воспроизвести блеск и плавность линий кузова, корпус масштабной копии автомобиля вырезан из цельной яшмы.